# Teoria empírica de campo
Teoria Empírica de Campo é um modelo de teoria da comunicação, também conhecido como Teoria dos Efeitos Limitados. Trata de influência e não apenas da que é exercida pelos mass media, mas da influência mais geral das relações sociais. É difícil separar completamente esta teoria, de orientação sociológica, da Teoria da persuasão, cujo desenvolvimento ocorreu de forma paralela. Em síntese, diz respeito a todos os mass media do ponto de vista da sua capacidade de influência sobre o público e da influência mais geral das relações sociais, da qual os mass media são apenas uma parte. Nesta teoria, que consiste em associar os processos comunicativos de massa às características do contexto social em que estes se realizam, é possível distinguir duas correntes: a primeira diz respeito ao estudo da composição diferenciada dos públicos e dos seus modelos de consumo da comunicação de massa. A segunda, e mais significativa, compreende as pesquisas sobre a mediação social que caracteriza esse consumo.

## Síntese

### Contexto
- Segunda Grande Guerra - Guerra Fria / Comercialização (Poder ilimitado da mídia)

### A Pesquisa de Lazarsfeld sobre o consumo dos mass media
Em 1940, Paul Lazarsfeld, estabeleceu três processos diferentes para se saber o que um programa significa para o público.
Este tipo de pesquisa está intrinsecamente ligado a uma natureza administrativa, mas, apesar de tudo, tem uma grande relevância teórica. Os estudos de Lazarsfeld como a pesquisa “An introduction to the Study of Radio and Its Role in the Communication of Ideas (1940)” que foi financiada pela Fundação Rockefeller, revelam o papel desempenhado pelo rádio de frente a diferentes tipos de públicos. Nessa pesquisa, há, então, a análise das características dos programas assistidos pelo público, quais são suas motivações, níveis de audiência entre os programas e como isso é mutável. A partir desses fatores, há o estudo direto no programa:
1) Por que as pessoas ouvem certos tipos de programas?
2) Qual a relevância teórica?
3) Identificar uma metodologia de análise mais próxima e mais coerente do tipo de programa a ser estudado.
Para essas perguntas serem respondidas, existem os três processos diferentes de análise. Nesses três processos, Lazarsfeld procurou entender como funcionam os mecanismos de persuasão que esses programas utilizam com o público. Para uma melhor análise, o autor cita que os processos de análise devem ser utilizados em conjunto.
1) Análise de conteúdo - Este primeiro processo consiste em uma análise do conteúdo do programa e entender o que os ouvintes extraem do mesmo; que eles entendem, o que eles abstraem e como esse conteúdo interfere em ações e hábitos cotidianos desses ouvintes. A partir dessa análise pode-se tirar conclusões daquilo que os ouvintes gostam ou não dentro do conteúdo específico de um programa qualquer.
2) Características dos ouvintes - O segundo processo intenta saber é o diferencial de cada grupo diferente de ouvintes. Neste processo, há a análise psicológica entre grupos sociais, sexo e idade. A partir de um aspecto é possível saber a natureza do programa e a sua predominância. Segundo ele, os gostos e preferências mudam de acordo com essas características e um programa vai sendo definido como mais sofisticado ou menos sofisticado de acordo com índices de escolaridade, por exemplo.
3) Estudos sobre as satisfações - Essa análise é feita, basicamente, por questionamentos pessoais: o que este programa significa para você? Essa é a parte do atrativo . Ou seja, qual significado, ou valor, um programa tem para determinado ouvinte? Estuda como os conteúdos da mídia afetam o público, o que a maioria dos membros do público desejam e por quê.  A partir desse questionamento, é possível que possamos entender mais de perto a relação daquele programa com o ouvinte e obter melhores resultados. Também será possível entender como o público reage ou evita determinados tipos de programas.
A este propósito, Lazarsfeld fala de efeitos pré-seletivos e de efeitos posteriores. Em primeiro lugar, o meio seleciona o público e só posteriormente exerce a influência sobre esse público. Dessa forma, deixa de salientar a relação causal direta entre propaganda de massas e manipulação da audiência para passar a insistir num processo indireto de influência e formação de opinião, no seio de determinadas comunidades. Na dinâmica que gera a formação da opinião pública, em que participam também os mass media, o resultado global não pode ser atribuído aos indivíduos considerados isoladamente; deriva, da rede de interações que une as pessoas umas às outras. Portanto, A teoria dos efeitos limitados, em suma, coloca em vantagem a influência pessoal, em relação à eficácia dos mass media, limitando assim, os efeitos destes.

### Aspectos Importantes
- Este ponto de vista completa a revisão crítica da Teoria Hipodérmica
- A palavra-chave desta teoria é influência
- Os estudos de campo explicitam a escassa relevância dos mass media em confronto com os processos de interação social
- Lazarsfeld propõe que o público é capaz de fazer suas próprias escolhas
- Existem variações do consumo de comunicações de massa segundo as características do público
- Descobre-se os líderes de opinião e a  Two Step Flow ou Fluxo de Comunicação a Dois Níveis
- Pessoas que pertencem a um mesmo grupo tendem a possuir opiniões parecidas sobre determinados assuntos
- Primeiro a informação chega às pessoas bem informadas e que inspiram confiança e através delas chegariam a todo o público
- No que diz respeito a assuntos diferentes, influenciados e influentes podem trocar reciprocamente de papéis, porque o líder de opinião é aquele legitimado pela audiência por fazer a ponte entre o meio de comunicação (que detém as mensagens) e a audiência.
- Dentro da dinâmica de formação de opiniões, Lazarsfeld relaciona três efeitos:
  - Efeito de ativação: transforma tendências latentes em opiniões efetivas
  - Efeito de reforço: preserva decisões tomadas, evitando mudanças de atitude
  - Efeito de conversão: mais limitado porque os indivíduos mais expostos e atentos já tem opiniões formadas, ao passo que os indivíduos que são mais indecisos, estão menos expostos.